# Купрей
Купрей (Bos sauveli) е вид едър бозайник от семейство Кухороги (Bovidae).
Среща се в горите на северна Камбоджа и съседните части на Виетнам, Лаос и Тайланд. Живее на малки стада и се хранят главно с трева. Достига дължина на тялото с главата 2,1 до 2,3 метра, височина при рамото 1,7 до 1,9 метра и маса 680 до 910 килограма. Видът е смятан за критично застрашен или може би дори изчезнал, като за последен път негови представители са наблюдавани през 1983 година.